# Kindergarten Wars
Kindergarten Wars (jap. 幼稚園WARS, Yōchien Wars) ist eine Mangaserie von You Chiba. Sie erscheint seit 2022 in Japan und ist in die Genres Shōnen, Action und romantische Komödie einzuordnen.

## Inhalt
Die Geschichte spielt im Kindergarten Black, der als der sicherste Kindergarten der Welt bekannt ist. Der Kindergarten Black beherbergt die Kinder von Politikern, Prominenten, Geschäftsleuten und anderen Prominenten und schützt sie vor potenziellen Attentätern und Entführern, indem er ehemalige Kriminelle als Erzieherinnen beschäftigt, die dafür eine geringere Strafe erhalten. Rita, auch bekannt als Sträfling #999, ist eine ehemalige Attentäterin, die im Kindergarten Black arbeitet – nicht nur, um ihre Strafe zu verringern, indem sie als Bodyguard arbeitet, sondern auch, um einen hübschen Mann zu finden.

## Veröffentlichung
Kindergarten Wars wird seit dem 15. September 2022 auf Shūeishas Online-Plattform Shōnen Jump+ veröffentlicht. Die Einzelkapitel wurden auch in bisher 15 Mangabänden veröffentlicht (Stand August 2025).
Seit Oktober 2024 erscheint der Manga auf Deutsch bei Loewe Manga in bisher sechs Bänden (Stand August 2025).
Seit Mai 2023 ist die Serie international über die App Manga Plus verfügbar. Auf Französisch erscheint die Reihe seit März 2024 bei Ki-oon und ab Oktober 2024 auf Italienisch bei Panini Comics.
| Band | Japanisch        | Japanisch              | Deutsch          | Deutsch                |
| Band | Veröffentlichung | ISBN                   | Veröffentlichung | ISBN                   |
| ---- | ---------------- | ---------------------- | ---------------- | ---------------------- |
| 01   | 3. März 2023     | ISBN 978-4-08-883486-3 | 9. Okt. 2024     | ISBN 978-3-7432-1991-5 |
| 02   | 4. Apr. 2023     | ISBN 978-4-08-883488-7 | 11. Dez. 2024    | ISBN 978-3-7432-1992-2 |
| 03   | 2. Mai 2023      | ISBN 978-4-08-883506-8 | 12. Feb. 2025    | ISBN 978-3-7432-1993-9 |
| 04   | 4. Juli 2023     | ISBN 978-4-08-883541-9 | 9. Apr. 2025     | ISBN 978-3-7432-1994-6 |
| 05   | 4. Sep. 2023     | ISBN 978-4-08-883640-9 | 11. Juni 2025    | ISBN 978-3-7432-2247-2 |
| 06   | 2. Nov. 2023     | ISBN 978-4-08-883702-4 | 13. Aug. 2025    | ISBN 978-3-7432-2248-9 |
| 07   | 4. Jan. 2024     | ISBN 978-4-08-883842-7 |                  |                        |
| 08   | 4. März 2024     | ISBN 978-4-08-883860-1 |                  |                        |
| 09   | 2. Mai 2024      | ISBN 978-4-08-884034-5 |                  |                        |
| 10   | 4. Juli 2024     | ISBN 978-4-08-884091-8 |                  |                        |
| 11   | 4. Sep. 2024     | ISBN 978-4-08-884186-1 |                  |                        |
| 12   | 1. Nov. 2024     | ISBN 978-4-08-884264-6 |                  |                        |
| 13   | 4. Jan. 2025     | ISBN 978-4-08-884345-2 |                  |                        |
| 14   | 4. Apr. 2025     | ISBN 978-4-08-884426-8 |                  |                        |
| 15   | 4. Aug. 2025     | ISBN 978-4-08-884627-9 |                  |                        |